# Pleasant Hills (Maryland)
Pleasant Hills és una concentració de població designada pel cens dels Estats Units a l'estat de Maryland. Segons el cens del 2000 tenia 2.851 habitants.

## Demografia
Segons el cens del 2000, Pleasant Hills tenia 2.851 habitants, 1.026 habitatges, i 854 famílies. La densitat de població era de 251,9 habitants per km².
Dels 1.026 habitatges en un 33,6% hi vivien nens de menys de 18 anys, en un 74,6% hi vivien parelles casades, en un 5,9% dones solteres, i en un 16,7% no eren unitats familiars. En el 14% dels habitatges hi vivien persones soles el 7,8% de les quals corresponia a persones de 65 anys o més que vivien soles. El nombre mitjà de persones vivint en cada habitatge era de 2,78 i el nombre mitjà de persones que vivien en cada família era de 3,07.
Per edats la població es repartia de la següent manera: un 24,3% tenia menys de 18 anys, un 5,3% entre 18 i 24, un 26,2% entre 25 i 44, un 27,4% de 45 a 60 i un 16,8% 65 anys o més.
L'edat mediana era de 42 anys. Per cada 100 dones de 18 o més anys hi havia 94,9 homes.
La renda mediana per habitatge era de 63.351 $ i la renda mediana per família de 65.679 $. Els homes tenien una renda mediana de 51.566 $ mentre que les dones 31.857 $. La renda per capita de la població era de 26.435 $. Entorn del 3,4% de les famílies i el 2,8% de la població estaven per davall del llindar de pobresa.

## Poblacions més properes
El següent diagrama mostra les poblacions més properes.